# Наглый, Марк Иванович
Марк Иванович Наглый (1902, Деймановка, Полтавская губерния — 30 апреля 1970, Деймановка, Полтавская область) — колхозник, Герой Социалистического Труда.

## Биография
Родился в 1902 году в селе Деймановка (ныне — Пирятинский район Полтавской области Украины). Окончил четыре класса школы.
Участвовал в боях Гражданской и Великой Отечественной войн.
Работал сначала в личном хозяйстве, затем в колхозе.
В послевоенное время Наглый руководил колхозом в селе Харьковцы Пирятинского района, сельсоветом, а позднее перешёл на работу звеньевым полеводческого звена в колхозе имени Свердлова того же района.
Указом Президиума Верховного Совета СССР от 23 июня 1966 года за успехи, достигнутые в увеличении производства пшеницы, ржи, гречихи, кукурузы и других зерновых и кормовых культур Марку Ивановичу Наглому было присвоено звание Героя Социалистического Труда с вручением ордена Ленина и медали «Серп и Молот».
Умер 30 апреля 1970 года в Деймановке, где и похоронен.
Был также награждён медалями.